# Plegamans (llinatge)

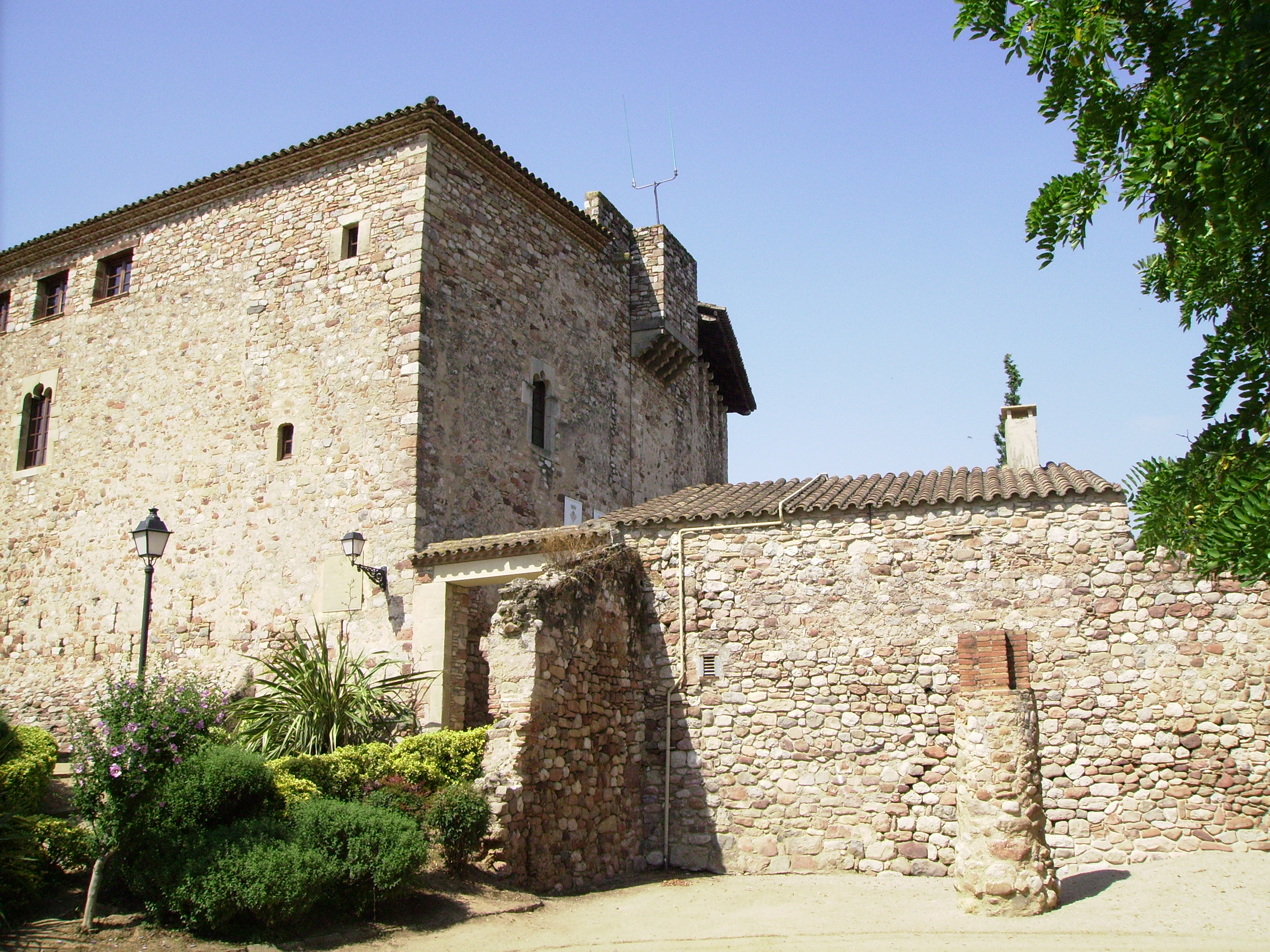
El Castell de Plegamans.

Els Plegamans van ser un llinatge català, membres del patriciat urbà, relacionats amb afers públics. Van ser, en moltes ocasions, persones de confiança dels reis, almiralls, ambaixadors, agutzils i altres càrrecs públics. En aquesta línia, els Plegamans van ser una de les moltes famílies de l'oligarquia urbana que durant la baixa edat mitjana van començar a adquirir terres i llocs, substituint a l'antiga petita noblesa, per així després poder ser prestadors de la corona, i augmentar els seus ingressos, obtenint també concessions en els governs municipals, amb la voluntat final d'accedir a l'estatus de la noblesa.
Sobre els seus orígens, les primeres referències apareixen al segle xii, el 1151 ja eren cavallers, i un dels seus membres, Dalmau de Plegamans, era capità general de l'armada naval de Ramon Berenguer IV. Durant aquest segle apareixen documentats amb el castell de Plegamans.
No obstant això, destaquen sobretot durant el segle xiii, en què el membre més destacat és Ramon de Plegamans, mort el 1240, lloctinent de Catalunya i procurador encarregat de l'estol i dels proveïments en la conquesta de Mallorca de 1229. Va casar amb Maria, amb qui va tenir a Marimon de Plegamans. El 1225 era representant de Barcelona a l'assemblea de Pau i Treva de Tortosa. El mateix any compra a Guillem II de Bearn el castell de Sant Marçal, a Cerdanyola, i també adquiria els drets a Teià, Alella, Badalona i Santa Coloma de Gramenet. El fill de Ramon, Marimon de Plegamans, va ser un dels prohoms que va assistir a l'atorgament reial del Costum de València el 1239, rebent un considerable patrimoni d'alqueries a l'Horta de València: la de Trullàs, vora Sollana, la d'Albalat Acifilia (Albalat dels Sorells) i la de Beniemén, a més de cases a la ciutat. També un altre membre, Guillem de Plegamans, va rebre l'alqueria de Benimanor.
Una part del llinatge, a partir del fill de Marimon, Romeu de Marimon de Plegamans, sembla que donen a un nou llinatge, els dels Marimon. Situats en una banda social difusa entre el ciutadanatge de Barcelona i la baixa noblesa, que van convertir-se en senyors del castell de Sant Marçal. També tingueren càrrecs de confiança del rei i responsabilitats de govern a la ciutat de Barcelona.